# Alphonsus (månekrater)
Alphonsus er et gammelt nedslagskrater på Månen, beliggende på Månens forside i den østlige udkant af Mare Nubium, og det er opkaldt efter kong Alfonso 10. af Castilien (1221 – 1284).
Navnet blev officielt tildelt af den Internationale Astronomiske Union (IAU) i 1935.
Alphonsuskrateret var et de primære landingssteder, som var i betragtning til både Apollo 16 og Apollo 17 missionerne. Ranger 9-sonden slog ned i Alphonsuskrateret i kort afstand i retning nordøst fra den centrale top.

## Omgivelser
Krateret ligger i månens højland i den østlige ende af Mare Nubium, vest for Imbrian-højlandet og det rækker en smule ind over Ptolemaeuskrateret mod nord. Mod nordvest ligger det mindre Alpetragiuskrater.

## Karakteristika
Overfladen er opbrudt og irregulær langs grænsen til Ptolemaeus. De ydre vægge er let forvredne og udviser en noget hexagonal form.
Et lavt system af højderygge, dannet af aflejrede udkastninger krydser kraterbunden og indbefatter den stejle centrale top, som har betegnelsen Alpha (α) Alphonsus. Denne pyramideformede dannelse rejser sig til en højde på 1,5 km over den indre overflade. Dens oprindelse er ikke vulkansk, men den består snarere af anorthosit ligesom månens højlande i øvrigt.
Kraterbunden er delt af et udbredt system af riller og indeholder selv tre mindre kratere, som er omgivet af en symmetrisk, mørkere ring. Disse kratere har fom som vulkankegler og nogle mener derfor også, at de har vulkansk oprindelse, mens andre mener, at de er skabt af nedslag, som har gravet underliggende maremateriale frem over det lettere regolitlag.
Harold Urey sagde om et Ranger 9-nærbillede af Alphonsus:
| „ | Bunden er dækket af mange kratere af varierende størrelse, nogle skarpe og derfor nye, andre mindre tydelige og delvis opfyldt af findelt materiale. Væggene har færre kratere, og det betyder sandsynligvis, at sammenskridninger af væggen har fyldt dem op. Spalter er tydelige, og der er beviser på skred. Det større krater nær toppen er uden tvivl opstået ved nedslag. Tre kratere er omgivet af mørke ringe og dannedes ved udbrud fra Månens indre. Visse bjertoppe er ekstraordinært lyse og skarpe. | “ |

## Transiente månefænomener
Alphonsus er et af de steder, hvor der er bemærket transiente månefænomener, idet skyer med rød glød er rapporteret kommende ud af krateret. Den 26. oktober 1956 observerede astronomen Dinsmore Alter nogle utydeligheder i rillerne i bunden af Alphonsus på nogle fotografier, han optog i ultraviolet lys. De samme udtværinger fandtes ikke på de infrarøde fotografier, han tog samtidig. Få professionelle astronomer har dog fundet disse tegn på vulkansk aktivitet på månen overbevisende.
En astronom, hvis interesse vaktes af Alters observationer, var Nikolai A. Kozyrev fra Sovjetunionen. I 1958 observede han dannelsen af en tågeagtig sky inden i Alphonsuskrateret. Områdets spektrum var blevet målt på dette tidspunkt og udviste tegn på kulstof, muligvis C2 gas. Han anså dette for at være resultatet af vulkansk eller tilsvarende aktivitet, men der er ikke fundet beviser for fænomenet ved månemissioner, og udledningsresultaterne er blevet blevet bekræftet.

## Indre kratere
Fem små kratere i den nordøstlige del af Alphonsus' indre kraterbund er blevet navngivet af IAU. Det drejer sig om følgende:
| Krater    | Selenografiske koordinater    | Diameter | Navngivet efter         |
| --------- | ----------------------------- | -------- | ----------------------- |
| Chang-Ngo | 12°42′S 2°06′V / 12.7°S 2.1°V | 3 km     | Kinesisk pigenavn sup>1 |
| José      | 12°42′S 1°36′V / 12.7°S 1.6°V | 2 km     | Spansk drengenavn       |
| Monira    | 12°36′S 1°42′V / 12.6°S 1.7°V | 2 km     | Arabisk pigenavn        |
| Ravi      | 12°30′S 1°54′V / 12.5°S 1.9°V | 2,5 km   | Indisk drengenavn       |
| Soraya    | 12°54′S 1°36′V / 12.9°S 1.6°V | 2 km     | Persisk pigenavn        |

1. Se også Chang'e, den kinesiske gudinde.

## Satellitkratere
De kratere, som kaldes satellitter, er små kratere beliggende i eller nær hovedkrateret. Deres dannelse er sædvanligvis sket uafhængigt af dette, men de får samme navn som hovedkrateret med tilføjelse af et stort bogstav. På kort over Månen er det en konvention at identificere dem ved at placere dette bogstav på den side af satellitkraterets midte, som ligger nærmest hovedkrateret. Alphonsuskrateret har følgende satellitkratere:
| Alphonsus | Bredde  | Længde | Diameter |
| --------- | ------- | ------ | -------- |
| A         | 14,° S  | 2,3° V | 4 km     |
| B         | 13,2° S | 0,2° V | 24 km    |
| C         | 14,4° S | 4,8° V | 4 km     |
| D         | 15,1° S | 0,8° V | 23 km    |
| G         | 12,3° S | 3,3° V | 4 km     |
| H         | 15,6° S | 0,5° V | 8 km     |
| J         | 15,1° S | 2,5° V | 8 km     |
| K         | 12,5° S | 0,1° V | 20 km    |
| L         | 12,0° S | 3,7° V | 4 km     |
| R         | 14,4° S | 1,9° V | 3 km     |
| X         | 15,0° S | 4,4° V | 5 km     |
| Y         | 14,7° S | 1,8° V | 3 km     |

## Måneatlas
- Billeder af Alphonsuskrateret i LPI-måneatlasset